# Елк-Ран-Гайтс (Айова)
Елк-Ран-Гайтс (англ. Elk Run Heights) — місто (англ. city) в США, в окрузі Блек-Гок штату Айова. Населення — 1069 осіб (2020).

## Географія
Елк-Ран-Гайтс розташований за координатами 42°27′51″ пн. ш. 92°15′2″ зх. д. / 42.46417° пн. ш. 92.25056° зх. д. (42.464196, -92.250516).  За даними Бюро перепису населення США в 2010 році місто мало площу 2,76 км², з яких 2,75 км² — суходіл та 0,01 км² — водойми.

## Демографія
Згідно з переписом 2010 року, у місті мешкало 1117 осіб у 461 домогосподарстві у складі 337 родин. Густота населення становила 405 осіб/км².  Було 465 помешкань (169/км²).
Расовий склад населення:
| - 94,6 % — білих - 1,7 % — чорних або афроамериканців - 0,3 % — корінних американців - 0,1 % — вихідців з тихоокеанських островів - 0,1 % — азіатів |

До двох чи більше рас належало 2,7 %. Частка іспаномовних становила 2,5 % від усіх жителів.
За віковим діапазоном населення розподілялося таким чином: 19,3 % — особи молодші 18 років, 65,1 % — особи у віці 18—64 років, 15,6 % — особи у віці 65 років та старші. Медіана віку мешканця становила 44,1 року. На 100 осіб жіночої статі у місті припадало 99,5 чоловіків;  на 100 жінок у віці від 18 років та старших — 97,6 чоловіків також старших 18 років.
Середній дохід на одне домашнє господарство  становив 57 257 доларів США (медіана — 52 188), а середній дохід на одну сім'ю — 66 635 доларів (медіана — 60 694). Медіана доходів становила 50 536 доларів для чоловіків та 36 667 доларів для жінок. За межею бідності перебувало 3,9 % осіб, у тому числі 1,6 % дітей у віці до 18 років та 0,0 % осіб у віці 65 років та старших.
Цивільне працевлаштоване населення становило 490 осіб. Основні галузі зайнятості: освіта, охорона здоров'я та соціальна допомога — 23,9 %, виробництво — 20,6 %, роздрібна торгівля — 10,6 %, будівництво — 10,6 %.